# Leichtathletik-Junioreneuropameisterschaften 1993
| 12. Leichtathletik-Junioreneuropameisterschaften | 12. Leichtathletik-Junioreneuropameisterschaften |
| ------------------------------------------------ | ------------------------------------------------ |
|                                                  |                                                  |
| Stadt                                            | San Sebastian, Spanien                           |
| Stadion                                          | Anoeta Stadion                                   |
| Teilnehmende Länder                              |                                                  |
| Teilnehmende Athleten                            |                                                  |
| Wettbewerbe                                      | 41                                               |
| Eröffnung                                        | 29. Juli 1993                                    |
| Schlussfeier                                     | 1. August 1993                                   |
| Eröffnet durch                                   |                                                  |

Die 12. Leichtathletik-Junioreneuropameisterschaften fanden vom 29. Juli bis 1. August 1993 im Anoeta Stadion in San Sebastian (Spanien) statt. 
Die Wettkampfergebnisse sind unter Weblinks zu finden.

## Medaillenspiegel
| Medaillenspiegel (Endstand nach 41 Entscheidungen) | Medaillenspiegel (Endstand nach 41 Entscheidungen) | Medaillenspiegel (Endstand nach 41 Entscheidungen) | Medaillenspiegel (Endstand nach 41 Entscheidungen) | Medaillenspiegel (Endstand nach 41 Entscheidungen) | Medaillenspiegel (Endstand nach 41 Entscheidungen) |
| Platz                                              | Land                                               | Gold                                               | Silber                                             | Bronze                                             | Gesamt                                             |
| -------------------------------------------------- | -------------------------------------------------- | -------------------------------------------------- | -------------------------------------------------- | -------------------------------------------------- | -------------------------------------------------- |
| 1                                                  | Vereinigtes Königreich                             | 8                                                  | 2                                                  | 4                                                  |                                                    |
| 2                                                  | Italien                                            | 4                                                  | 2                                                  | 2                                                  | 8                                                  |
| 3                                                  | Spanien                                            | 4                                                  | 1                                                  | 0                                                  | 5                                                  |
| 4                                                  | Rumänien                                           | 3                                                  | 1                                                  | 2                                                  | 6                                                  |
| 5                                                  | Russland                                           | 2                                                  | 8                                                  | 8                                                  | 18                                                 |
| 6                                                  | Deutschland                                        | 2                                                  | 6                                                  | 7                                                  | 15                                                 |
| 7                                                  | Finnland                                           | 2                                                  | 5                                                  | 2                                                  | 9                                                  |
| 8                                                  | Schweiz                                            | 2                                                  | 2                                                  | 1                                                  | 5                                                  |
| 9                                                  | Schweden                                           | 2                                                  | 2                                                  | 0                                                  | 4                                                  |
| 10                                                 | Belarus                                            | 2                                                  | 1                                                  | 1                                                  | 4                                                  |
| 11                                                 | Niederlande                                        | 2                                                  | 0                                                  | 1                                                  | 3                                                  |
| 12                                                 | Polen                                              | 2                                                  | 0                                                  | 2                                                  | 4                                                  |
| 13                                                 | Portugal                                           | 2                                                  | 0                                                  | 0                                                  | 2                                                  |
| 14                                                 | Frankreich                                         | 1                                                  | 5                                                  | 5                                                  | 11                                                 |
| 15                                                 | Ukraine                                            | 1                                                  | 2                                                  | 3                                                  | 6                                                  |
| 16                                                 | Belgien                                            | 1                                                  | 0                                                  | 1                                                  | 2                                                  |
| 17                                                 | Griechenland                                       | 1                                                  | 0                                                  | 0                                                  | 1                                                  |
| 18                                                 | Bulgarien                                          | 0                                                  | 2                                                  | 0                                                  | 2                                                  |
| 19                                                 | Zypern                                             | 0                                                  | 1                                                  | 0                                                  | 1                                                  |
| 19                                                 | Ungarn                                             | 0                                                  | 1                                                  | 0                                                  | 1                                                  |
| 21                                                 | Irland                                             | 0                                                  | 0                                                  | 1                                                  | 1                                                  |
| 21                                                 | Lettland                                           | 0                                                  | 0                                                  | 1                                                  | 1                                                  |
| 22                                                 | Gesamt                                             | 41                                                 | 41                                                 | 41                                                 | 123                                                |